# Tour da Tailândia
O Tour da Tailândia (oficialmente: Princess Maha Chakri Sirindhon's Cup Tour of Thailand) são duas carreiras carreiras ciclistas profissionais por etapas, masculina e feminina, que se disputam na Tailândia. Toma o seu nome oficial da princesa Maha Chakri Sirindhom. A carreira conta desde o ano 2012 com uma versão feminina com o mesmo homem.
A carreira criou-se em 2006 fazendo parte do UCI Asia Tour, dentro da categoria 2.2 (última categoria do profissionalismo) até que em 2017 ascendeu à categoria 2.1. A prova sempre tem consistido de 6 etapas.

## Palmarés
| Ano  | Vencedor              | Segundo                | Terceiro              |
| ---- | --------------------- | ---------------------- | --------------------- |
| 2006 | Fuyu Li               | Hossein Askari         | Stephen Gallagher     |
| 2007 | Ahad Kazemi           | Tonton Susanto         | Hossein Jahabanian    |
| 2008 | Alex Coutts           | Erik Hoffmann          | Björn Papstein        |
| 2009 | Andrew Bajadali       | Phuchong Sai-udomsin   | Jonathan Lovelock     |
| 2010 | Kiel Reijnen          | Nicholas White         | Deon Locke            |
| 2011 | Tobias Erler          | Miyataka Shimizu       | Brad Hall             |
| 2012 | Mitchell Lovelock-Fay | Muradjan Khalmuratov   | David Edwards         |
| 2013 | Choi Ki Ho            | William Walker         | Yasuharu Nakajima     |
| 2014 | Yasuharu Nakajima     | Cheung King Lok        | Francisco Mancebo     |
| 2015 | Yasuharu Nakajima     | Kōhei Uchima           | Cheung King Lok       |
| 2016 | Benjamin Hill         | Zhandos Bizhigitov     | Ko Siu Wai            |
| 2017 | Yevgeniy Gidich       | Ma Guangtong           | Alan Marangoni        |
| 2018 | Benjamin Dyball       | Artem Ovechkin         | Thomas Lebas          |
| 2019 | Ryan Cavanagh         | Marcos García          | Thomas Lebas          |
| 2020 | Nikodemus Holler      | Sarawut Sirironnachai  | Valentin Midey        |
| 2021 | Jambaljamts Sainbayar | Adne van Engelen       | Sarawut Sirironnachai |
| 2022 | Alan Banaszek         | Yuma Koishi            | Raymond Kreder        |
| 2023 | Batsaikhan Tegshbayar | Jambaljamts Sainbayar  | Yuma Koishi           |
| 2024 | Adne van Engelen      | Thanakhan Chaiyasombat | Anatoliy Budyak       |

## Palmarés por países
| País           | Vitórias |
| -------------- | -------- |
| Austrália      | 4        |
| Estados Unidos | 2        |
| Japão          | 2        |
| Irão           | 1        |
| Reino Unido    | 1        |
| Alemanha       | 1        |
| China          | 1        |
| Hong Kong      | 1        |
| Cazaquistão    | 1        |